# Singosaren (Banguntapan)
Singosaren is een bestuurslaag in het regentschap Bantul van de provincie Jogjakarta, Indonesië. Singosaren telt 4337 inwoners (volkstelling 2010).